# Hippomachus mivatus
Hippomachus mivatus là một loài ruồi trong họ Asilidae. Hippomachus mivatus được Walker miêu tả năm 1871.